# Morświnek
Morświnek (Neophocaena) – rodzaj wodnych ssaków z rodziny morświnowatych (Phocoenidae).

## Rozmieszczenie geograficzne
Rodzaj obejmuje gatunki występujące w wodach Oceanu Spokojnego i Indyjskiego.

## Morfologia
Długość ciała 130–227 cm; masa ciała 30–72 kg.

## Systematyka
Rodzaj zdefiniował w 1846 roku angielski zoolog John Edward Gray w rozdziale dotyczącym waleni w publikacji będącej relacją z odkryć zoologicznych podczas ekspedycji do Arktyki brytyjskich okrętów HMS „Terror” i „Erebus” w latach 1839–1843. Jednak nazwa – Neomeris – którą Gray nadał nowemu rodzajowi okazała się młodszym homonimem rodzaju wieloszczetów opisanego w 1844 roku, dlatego w 1899 roku amerykański zoolog Theodore Sherman Palmer nadał rodzajowi waleni nową nazwę – Neophocaena. Gatunkiem typowym jest (oznaczenie monotypowe) morświnek bezpłetwy (N. phocaenoides). 

### Etymologia
- Neomeris (Meomeris, Nomeris): gr. νεος neos ‘nowy, inny’; μερις meris ‘część’[10].
- Neophocaena: gr. νεος neos ‘nowy, inny’; rodzaj Phocaena G. Cuvier, 1817 (morświn)[11].

### Podział systematyczny
Do rodzaju należą następujące gatunki:
| Grafika | Gatunek                     | Autor i rok opisu      | Nazwa zwyczajowa    | Podgatunki         | Rozmieszczenie geograficzne | Podstawowe wymiary          | Status IUCN |
| ------- | --------------------------- | ---------------------- | ------------------- | ------------------ | --- | --------------------------- | ----------- |
|         | Neophocaena phocaenoides    | (G. Cuvier, 1829)      | morświnek bezpłetwy | gatunek monotypowy | płytkie, przybrzeżne wody tropikalnej i subtropikalnej południowej i wschodniej Azji, od Zatoki Perskiej na wschód do wschodniej Chińskiej Republiki Ludowej, na południe do Archipelagu Sundajskim; prawdopodobnie Omanu i Filipin | DC: 135–171 cm MC: 30–55 kg | VU          |
|         | Neophocaena sunameri        | Pilleri & Gihr, 1975   | morświnek japoński  | gatunek monotypowy | płytkie wody morskie wschodniej Azji, zapisy z Japonii, Korei Południowej, Chińskiej Republiki Ludowej i Tajwanu; prawdopodobnie Korea Północna, 1 zabłąkany osobnik wyrzucony na brzeg na wyspie Okinawa (południowa Japonia)      | DC: 130–227 cm MC: 40–72 kg | NE          |
|         | Neophocaena asiaeorientalis | (Pilleri & Gihr, 1972) | morświnek chiński   | gatunek monotypowy | endemit Chińskiej Republiki Ludowej (środkowy i dolny bieg rzeki Jangcy; historycznie występował w górnym biegu, ale obecnie jest tam wymarły)                                                                                      | brak danych                 | EN          |

Kategorie IUCN:  VU  – gatunek narażony,  EN  – gatunek zagrożony;  NE  – gatunki niepoddane jeszcze ocenie.